# Leire Corrales
Leire Corrales Goti (Sestao, 6 de octubre de 1975) es una política del Partido Nacionalista Vasco (EAJ-PNV).

## Biografía

### Inicios
Leire Corrales es licenciada en Económicas por la Universidad del País Vasco y posee un MBA.
Inició su carrera política como miembro de la junta municipal de EAJ-PNV en Sestao (1998-2000). Posteriormente fue elegida miembro del Consejo Regional de Vizcaya de EGI (2000-2002). 

### Cargos políticos e institucionales
Fue parlamentaria en el Parlamento Vasco en las legislaturas VII (2001-2005), VIII (2005-2009), IX (2009-2013) y X (2013-2016).
En el año 2007 fue elegida concejala en Sestao y desde el año 2011 es portavoz del Equipo de Gobierno de dicha localidad. En febrero de 2013 saltó al panorama nacional tras ser acusada por algunos colectivos y partidos políticos de Sestao de haber vertido declaraciones impropias sobre la explotación de los trabajadores.
El 1 de marzo de 2017 es nombrada Asesora de Industrias Culturales y Creativas del gobierno vasco.